# Trstená
Trstená (in ungherese Trsztena, in tedesco Bringenstadt, in polacco Trzciana) è una città della Slovacchia facente parte del distretto di Tvrdošín, nella regione di Žilina.
Nel 1975 il comune di Ústie nad Priehradou, che era stato soppresso nel 1953, è stato accorpato a Trstená.